# Klaviermusik
Klaviermusik ist ein Sammelbegriff für musikalische Ausdrucksformen, die auf einem Klavier ausgeführt werden. Er bezeichnet in der Regel Kompositionen und Improvisation, die in Europa allgemein für Tasteninstrumente, seit dem 16. Jahrhundert speziell für Saitenklaviere, seit dem 18. Jahrhundert für Hammerklaviere bestimmt war.
Die Geschichte der Klaviermusik ist eng mit der baulichen Entwicklung besaiteter Tasteninstrumente, ihren klanglichen Eigenschaften und spieltechnischen Möglichkeiten verbunden. Da das Klavier einem einzelnen Spieler viele Töne, Melodien und Harmonien zugleich auszuführen gestattet, haben viele Komponisten ihm besondere Werke gewidmet; manche haben sich diesem Instrument besonders zugewandt, andere haben es überhaupt zum Komponieren verwendet. Hinzu kommt eine große Vielfalt von Spielweisen und Interpretationen. Daher ist Klaviermusik ein eigenständiger Strang der Musikgeschichte mit eigenen Merkmalen, der zugleich ihre großen Linien reflektiert.

## Anfänge
Die älteste Aufzeichnung einer spezifischen Musik für Clavier (Tasteninstrumente) ist der englische Robertsbridge-Codex (entstanden nach 1314): die älteste bekannte Tabulatur, bei der Notenhöhen mit Buchstaben bezeichnet wurden. Er enthielt drei Motetten sowie drei Tanzlieder (Estampes), die instrumental auszuführen waren.
Der Codex Faenza 117 (entstanden 1420–1475 in Italien) enthielt hunderte Bearbeitungen von beliebten Motetten von Komponisten der französisch-italienischen Ars nova für Tasteninstrumente in Mensuralnotation. In den Koloratur-artigen Verzierungen der Oberstimme deutet sich der Beginn einer virtuosen Klaviermusik an, die auch außerhalb der dem Kirchenraum vorbehaltenen geistlichen Vokal- und Orgelmusik geübt werden konnte.

## Englische Virginalisten
Zwischen 1520 und 1640 gab es in England eine Blütezeit besonderer, gegenüber der Orgel eigenständiger Musik für das Virginal, dessen Name dort zugleich Oberbegriff für besaitete Tasteninstrumente war. Komponisten wie Hugh Ashton, John Bull, William Byrd, Giles Farnaby, Orlando Gibbons, John Munday, Thomas Morley, Peter Philips und Thomas Tomkins schrieben viele Tänze – etwa Galliarden, Pavanen und Grounds – sowie Variationszyklen über bekannte Lieder und programmatische Charakterstücke für musizierende Amateure.
Ihre Stücke hatten teils sehr virtuose, polyphone Passagen für beide Hände, wurden von wohlhabenden Musikliebhabern gesammelt und gedruckt veröffentlicht, etwa das Fitzwilliam Virginal Book von 1610. Sie beeinflussten kontinentale Klaviermusik, etwa die des Niederländers Jan Pieterszoon Sweelinck. Pianisten des 20. Jahrhunderts wie Glenn Gould haben englische Virginalmusik auf dem modernen Konzertflügel interpretiert.

## Barock
In der Barockmusik entwickelten sich die Anfänge der klassischen Klaviermusik. Maßgebend dafür waren die Werke von Johann Sebastian Bach, insbesondere seine Französischen und Englischen Suiten. Ein spezielles Beispiel sind die Partiten für Cembalo aus seiner Clavierübung. Neben den Goldberg-Variationen gehören vor allem die Präludien und Fugen aus Bachs Wohltemperiertem Klavier sowie seine Chromatische Fantasie und Fuge zu den Grundlagen für die weitere Entwicklung. Auch Georg Friedrich Händel schrieb mehrere Suiten für Cembalo. In Frankreich pflegten François Couperin und Jean-Philippe Rameau die Tradition der Cembalosuiten; am spanischen Hof schrieb der Italiener Domenico Scarlatti über 500 einsätzige, zweiteilige Sonaten.

## Klassik
Ab etwa 1775 komponieren Muzio Clementi, Joseph Haydn und Wolfgang Amadeus Mozart Werke, die ausdrücklich für das Hammerklavier bestimmt sind, nicht mehr für das Cembalo oder Clavichord. Seither widmen sich fast alle bedeutenden Komponisten der Klaviermusik.
In der Wiener Klassik, etwa ab 1780, wird die Klaviersonate besonders wichtig; zahlreiche Variationszyklen werden vor allem von Haydn und Mozart für den Tagesbedarf geschrieben, erreichen jedoch mit Beethovens Diabelli-Variationen einen neuen musikalischen Höhepunkt.

## Romantik
Am Übergang von der Klassik zur Romantik steht Franz Schubert, der in seinen drei letzten Sonaten eine ungeahnte Tiefe des Ausdrucks erreicht und daneben als Verfasser von Moments musicaux und der Wanderer-Fantasie bekannt geworden ist. Etwa ab 1830 wird das Charakterstück bei Schumann und Liszt bedeutsam. Chopin komponierte fast ausschließlich für das Klavier; besondere Bedeutung haben seine Etüden, Nocturnes, Balladen, Mazurkas und Préludes erlangt.

## Impressionismus
Im Impressionismus, ab 1892, werden die traditionellen Formen aufgelöst; zentrale Namen sind Debussy und Ravel.

## 20. Jahrhundert
In der Neuen Musik, seit 1909, spielt zunehmend das Experiment eine Rolle; im Extremfall drückt der Klavierspieler keine einzige Taste, so in einer Schweigekomposition von John Cage, bekannt unter dem Namen 4′33″, und in der Komposition Guero von Helmut Lachenmann, in der die Oberfläche der Tastatur mit den Fingernägeln überstrichen wird. Weitere Vertreter: Adorno, Schönberg.
Gattungen wie das Kunstlied, das Klaviertrio oder das Klavierkonzert gehören zur Vokal-, Kammer- respektive Orchestermusik.

## Notation
Der größte Teil der Klaviermusik für zwei Hände wird auf zwei Notensystemen notiert, die mit einer Akkolade und mit Taktstrichen untereinander verbunden sind. Oft, aber nicht immer, steht im unteren System ein Bassschlüssel für die tieferen, von der linken Hand gespielten Töne, im oberen System ein Violinschlüssel für die höheren, von der rechten Hand gespielten Töne.
Unter den Noten für die linke Hand und über den Noten für die rechte Hand kann ein Fingersatz stehen (1 = Daumen, 2 = Zeigefinger usw.), der in der Regel von einem Bearbeiter stammt. Es gibt auch eigene Beispiele dafür von Komponisten.
Die Verwendung der Pedale ist häufig dem Ermessen des Musikers überlassen, wobei aber Originalanweisungen der Komponisten vorrangig sind. Das Zeichen  fordert das Heben aller Dämpfer, so dass die Saiten frei schwingen; das Sternchen  fordert das Ende dieser Maßnahme; gemeint ist also das rechte Pedal. Ein neueres, ebenfalls häufig verwendetes Symbol ist die waagrechte eckige Klammer. Das Zeichen u. c. (una corda, ital. für „eine Saite“) fordert das Verschieben der Mechanik, so dass die Hämmer nur noch eine von zwei oder zwei von drei gleich gestimmten Saiten anschlagen; das Zeichen t. c. (tre corde, ital. für „drei Saiten“) oder t. l. c. (tutte le corde, ital. für „alle Saiten“) fordert das Ende dieser Maßnahme; gemeint ist also das linke Pedal des Flügels. Für das mittlere Pedal des Flügels gibt es kein eigenes Zeichen; gelegentlich wird 3. Ped. geschrieben. 
Impressionistische Musik verwendet häufig nicht nur zwei, sondern drei Systeme, um den komplexen Klaviersatz übersichtlicher unterzubringen. In der Neuen Musik treten manchmal Textaufgaben oder Grafiken an die Stelle der traditionellen Notenschrift.
Typisch für den Jazz ist das lead sheet (englisch „Führungsblatt“), auf dem lediglich der Text eines Songs und die zugehörigen Akkordsymbole notiert sind, manchmal auch die Melodie; auf Grundlage dieser Informationen kann ein Jazzpianist sowohl solistisch spielen als auch begleiten.